# Louis Germeys
Louis Germeys (Linkhout, 18 december 1943 - Nieuwerkerken, 21 december 2001) was een Belgische arts en politicus voor Gemeentebelangen Nieuwerkerken (GBL).

## Levensloop
Louis Germeys werd na de gemeenteraadsverkiezingen van 1982 burgemeester van Nieuwerkerken in een coalitie tussen Gemeentebelangen en de SP. Bij de gemeenteraadsverkiezingen van 2000 vormden beide partijen het kartel Nieuwerkerkse Eenheidspartij NEPA. Ze verloren nipt de verkiezing van de CVP (met een verschil van 8 stemmen) en Germeys belandde in de oppositie. In 2001 stapte hij kort voor zijn overlijden uit de politiek.
Daarnaast was hij actief als arts, vanuit die hoedanigheid vestigde hij verschillende hulpverleningsposten in Nepal. Hij was ook voorzitter van de plaatselijke voetbalclub VV Nieuwerkerken.
Hij overleed aan kanker. In 2005 werd het gemeentelijk sportcomplex naar hem vernoemd.